# 油麵

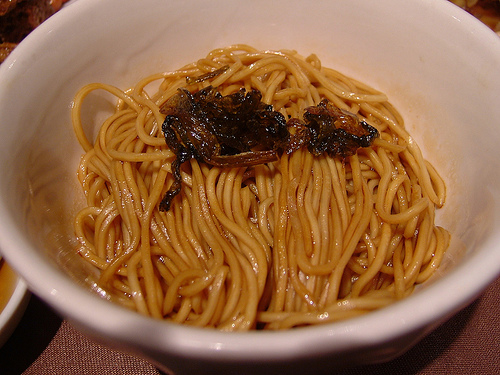
上海的油面

油麵又稱黃麵，是一種廣域鹼性中国面条，製作上會用到土鹼、蓬灰水，現代常用硼砂替代，硼砂在台灣禁止使用於食品，後改用食用鹼，它有時會用於粤菜上。在日文上又稱作油蕎麥麵（日语：油そば），油麵一般會搭配油泼辣子或者醋等調味料並搭配比如筍乾、叉燒或者葱等來食用。。台灣常將多將油麵用於肉羹麵。香港街頭美食車仔麵中，油麵也是經典配搭。